# Die Siedler: Neue Allianzen
Die Siedler: Neue Allianzen ist ein Echtzeit-Strategiespiel mit Elementen eines Aufbauspiels, das von Blue Byte entwickelt wurde und am 17. Februar 2023 von Ubisoft für Microsoft Windows erschien.

## Spielprinzip
Anfangs errichtet der Spieler seine ersten Gebäude und verbindet diese durch Wege für den Warentransport. Die Produktionsketten wurden im Vergleich zu vorherigen Teilen stark vereinfacht. Im Echtzeitstrategieteil stehen die Einheitentypen Schildträger, Bogenschützen sowie Druiden zur Auswahl. Das Spiel kann nur militärisch gewonnen werden.

## Entwicklung
Auf der Gamescom 2018 wurde überraschend eine Neuauflage, damals noch unter dem Titel Die Siedler, angekündigt. Die hauseigene Snowdrop Engine wurde ausgewählt. Geplant waren unter anderem Heldenfiguren, die in Arenen gegeneinander antreten. Zudem sollte man durch Beeinflussung des Glaubens die Gegner bezwingen können. Geplant war es die besten Elemente der Serie herauszuarbeiten und dabei zu modernisieren. Auch prozedural generierte Karten waren ursprünglich vorgesehen. Betont wurde, dass der sogenannte Wuselfaktor in der Gestaltung eine herausgehobene Rolle spielen solle.
Ursprünglich war mit Volker Wertich der Schöpfer der Serie federführend beteiligt. 2019 präsentierte er der Presse ein Reboot der Serie mit hoher Spieltiefe, komplexen Warenkreisläufen und vier Technologiestufen ähnlich zu Anno 1800. Es waren Belagerungsschlachten, begehbare Mauern und andere Optionen, um Völker in das eigene Reich einzugliedern, geplant. Die hohe Komplexität wurde intern von Ubisoft als zu hohes Risiko angesehen. Nachdem man sich über die Neuausrichtung des Spiels nicht einigen konnte, verließ Volker Wertich auf eigenen Wunsch das Projekt. Die Veröffentlichung wurde verschoben und das Spiel umgearbeitet.
In den Betatests äußerten die Spieler bereits im Vorfeld der Veröffentlichung starke Kritik. Daraufhin wurde die Entwicklungszeit nochmals verlängert. Ubisoft entschied sich dafür das Spiel ohne viel Marketing oder Vorab-Fassungen für die Presse zu veröffentlichen.

## Rezeption
Für langjährige Fans der Serie sei das Spiel enttäuschend. Die Grafik sei ansehnlich, aber es fehle spielerischer Tiefgang. Das Spiel wurde voller Programmfehler ausgeliefert und stürze im Mehrspielermodus häufig ab. Die Menüführung sei schlecht. Es handele sich um einen weiteren Tiefpunkt der Reihe. Man merke dem Spiel die gestrichenen Inhalte deutlich an, da die Lücken nicht gefüllt wurden. Die Zugänglichkeit wurde positiv beurteilt. Im Vergleich zur geschlossenen Beta sei das Spiel nochmals verbessert worden. Die Forschung wirke aufgesetzt, die Warenketten seien teils absurd. Das in Gang halten der eigenen Wirtschaft motiviere. Die Echtzeitstrategiekomponente sei schlicht nervig. In dicht bebauten Gebieten fehle die Übersicht. Für Einzelspieler werde vom Kauf abgeraten. Es handele sich um eine verwaschene, weichgespülte Mischung aus schwacher Aufbau- und mäßiger Echtzeit-Strategie, die mit liebevoller Kulisse und schön animierten Produktionsgebäuden aufwarte. Dabei käme jedoch kein ausreichendes Spiel heraus. Die Kampagne bleibe schwach, im Mehrspielermodus treten Verbindungsabbrüche auf. Das Hauptmenü wurde mit Mikrotransaktionen für überflüssige kosmetische Gegenstände versehen. Das Spiel sei oberflächlich, aber funktioniere und sei entspannend zu spielen. Es böte deutlich weniger als etwa Age of Empires. Der Versuch, Gelegenheitsspieler anzuziehen, verprelle im Grunde nur die langjährigen Fans. Neben regelmäßigen Abstürzen käme es zu Wegfindungsproblemen. Das Kundschaften mit Ingenieuren erinnere an Civilization. Das entschlackte Spielprinzip besäße eine intuitive Steuerung und die Warenkreisläufe seien gerade für Einsteiger gut überschaubar. Es sei nicht derart katastrophal wie durch die Vorberichtserstattung erwartet, aber weder für Strategie- noch für Aufbauspieler geeignet. Preis-Leistung sei ungerechtfertigt.